# ATP Challenger Savannah
Das ATP Challenger Savannah (offizieller Name: Savannah Challenger) ist ein seit 2009 jährlich stattfindendes Tennisturnier in Savannah. Es ist Teil der ATP Challenger Tour und wird im Freien auf Sand ausgetragen. Bisher konnte nur Carsten Ball das Turnier zweimal gewinnen. Er gewann in den Jahren 2009 und 2012 mit jeweils unterschiedlichen Partnern den Doppelbewerb.

## Liste der Sieger

### Einzel
| Jahr                | Sieger              | Finalgegner        | Ergebnis       |
| ------------------- | ------------------- | ------------------ | -------------- |
| 2025                | Nicolás Mejía       | Liam Draxl         | 2:6, 6:2, 7:63 |
| 2024                | Alexander Ritschard | Andrés Andrade     | 6:2, 6:4       |
| 2023                | Facundo Díaz Acosta | Tristan Boyer      | 6:3, 6:1       |
| 2022                | Jack Sock           | Christian Harrison | 6:4, 6:1       |
| 2020–2021: abgesagt |                     |                    |                |
| 2019                | Federico Coria      | Paolo Lorenzi      | 6:3, 4:6, 6:2  |
| 2018                | Hugo Dellien        | Christian Harrison | 6:1, 1:6, 6:4  |
| 2017                | Tennys Sandgren     | João Pedro Sorgi   | 6:4, 6:3       |
| 2016                | Björn Fratangelo    | Jared Donaldson    | 6:1, 6:3       |
| 2015                | Chung Hyeon         | James McGee        | 6:3, 6:2       |
| 2014                | Nick Kyrgios        | Jack Sock          | 2:6, 7:64, 6:4 |
| 2013                | Ryan Harrison       | Facundo Argüello   | 6:2, 6:3       |
| 2012                | Brian Baker         | Augustin Gensse    | 6:4, 6:3       |
| 2011                | Wayne Odesnik       | Donald Young       | 6:4, 6:4       |
| 2010                | Kei Nishikori       | Ryan Sweeting      | 6:4, 6:0       |
| 2009                | Michael Russell     | Alex Kuznetsov     | 6:4, 7:66      |

### Doppel
| Jahr                | Sieger                                         | Finalgegner                               | Ergebnis          |
| ------------------- | ---------------------------------------------- | ----------------------------------------- | ----------------- |
| 2025                | Federico Agustín Gómez Luis David Martínez (2) | Mac Kiger Patrick Maloney                 | 3:6, 6:3, [10:5]  |
| 2024                | Christian Harrison Marcus Willis               | Simon Freund Johannes Ingildsen           | 6:3, 6:3          |
| 2023                | William Blumberg Luis David Martínez (1)       | Federico Agustín Gómez Nicolás Kicker     | 6:1, 6:4          |
| 2022                | Ruben Gonzales Treat Huey                      | Wu Tung-lin Zhang Zhizhen                 | 7:63, 6:4         |
| 2020–2021: abgesagt |                                                |                                           |                   |
| 2019                | Roberto Maytín Fernando Romboli                | Manuel Guinard Arthur Rinderknech         | 6:75, 6:4, [11:9] |
| 2018                | Luke Bambridge Akira Santillan                 | Enrique López Pérez Jeevan Nedunchezhiyan | 6:2, 6:2          |
| 2017                | Peter Polansky Neal Skupski                    | Luke Bambridge Mitchell Krueger           | 4:6, 6:3, [10:1]  |
| 2016                | Brian Baker Ryan Harrison                      | Purav Raja Divij Sharan                   | 5:7, 7:64, [10:8] |
| 2015                | Guillermo Durán Horacio Zeballos               | Dennis Novikov Julio Peralta              | 6:4, 6:3          |
| 2014                | Ilija Bozoljac Michael Venus                   | Facundo Bagnis Alex Bogomolow             | 7:5, 6:2          |
| 2013                | Teimuras Gabaschwili Denys Moltschanow         | Michael Russell Tim Smyczek               | 6:2, 7:5          |
| 2012                | Carsten Ball (2) Bobby Reynolds                | Travis Parrott Simon Stadler              | 7:67, 6:4         |
| 2011                | Rik De Voest Izak van der Merwe                | Sekou Bangoura Jesse Witten               | 6:3, 6:3          |
| 2010                | Jamie Baker James Ward                         | Bobby Reynolds Fritz Wolmarans            | 6:3, 6:4          |
| 2009                | Carsten Ball (1) Travis Rettenmaier            | Harsh Mankad Kaes Van’t Hof               | 7:64, 6:4         |